# Dotocryptus zephyrus
Dotocryptus zephyrus là một loài tò vò trong họ Ichneumonidae.